# 왜 도덕인가?
《왜 도덕인가?》는 하버드대학교 마이클 샌델 교수가 출간한 도서이다. 한국어판은 안진환과 이수경이 번역 2010년 11월에 한국경제신문에서 발행했다.

## 줄거리
《정의란 무엇인가》로 유명한 하버드대학교 마이클 샌델 교수가 보다 근본적이고 중요한 가치인 '도덕'을 말한다. 그는 아리스토텔레스와 칸트 등의 도덕 철학적 전통을 통해 '정치', '경제', '사회', '교육', '생명윤리'의 사회 구성 요소에서 도덕적 가치를 역설한다. 경제 중심 논리로 흘러가고 있는 우리 사회를 향해 경종을 울리고 있다. 
또한 샌델 교수는 '윤리적·도덕적' 가치가 경쟁할 수 있는 사회, 의견 불일치를 받아들일 수 있는 사회를 만드는 것이 정의로운 사회로 나아가는 첫 단계라고 말하면서, 도덕이 살아야 정의도 살 수 있고 무너진 원칙을 바로세울 수 있음을 강조한다. 이것이 우리가 왜 '도덕'이라는 문제에 관심을 갖고 치열한 논쟁을 벌여야 하는가에 대한 이유이기 때문이다.
이 책은 총3부로 구성되어 있다. 제1부 '도덕이란 무엇인가'에서는 경제·교육·사회·생명윤리·정치에서의 도덕적 문제를 살핀다. 지난 20년 동안 치열한 논쟁의 대상이었던 도덕적 현안들에 대해 다루고 있다. 제2부 '자유와 공동체를 말하다'에서는 미국의 정치사를 도덕적 관점에서 되짚어보고 있으며, 제3부 '공정한 시민사회를 위한 공동체'에서는 제1부에서 논의한 도덕적·정치적 논쟁에서 한 걸음 물러나 오늘날 다양한 자유주의 정치이론들을 검토하고 각각의 강점과 약점을 평가한다.

## 출판 정보
한국
ISBN 9788947527750